# Mir Mohammed Rezaul Karim
Mir Mohammed Rezaul Karim fue un diplomático Bangladesí.
- De 1957 a 1959 fue director del sucursal de Caltex en Karachi.

## Misiones de Pakistán
- En 1959 entró al en:Foreign Service of Pakistan.
- De 1959 a 1961 fue Trainee de Diplomacia, Idioma francés en Washington D. C., Londres y París.
- De 1962 a 1963 fue empleado en Bagdad.
- De 1963 a 1966 fue empleado en Nueva York.
- De 1966 a 1968 fue empleado en la Túnez (ciudad).
- De 1968 a 1971 fue empleado en Londres.

## Misiones de Bangladés
- De 1971 a 1972 fue empleado en Londres.
- De 1972 a 1976 fue empleado en la Ministerio de Asuntos Exteriores en Daca, Bangladés.
- En 1976 fue empleado en la embajada de Bangladés en Jeda, Arabia Saudí.
- De 1976 a 1978 fue empleado en la embajada de Bangladés en Nueva Delhi.
- De 1978 a 1980 fue empleado en la Alta Comisión en Colombo, (Ceilán).
- De 1980 al 27 de noviembre de 1982 fue embajador de Bangladés en Pekín (República Popular de China)[1]